# The Best of Sepultura
The Best of Sepultura — сборник, выпущенный в 2006 году на лейбле Roadrunner Records, содержащий коллекцию лучших композиций метал-группы Sepultura.
Пластинка была выпущена без ведома Sepultura (в то время они подписали контракт с SPV Records) и официально не признана самой группой.

## Список композиций
| №                   | Название               | Альбом                             | Длительность |
| ------------------- | ---------------------- | ---------------------------------- | ------------ |
| 1.                  | «Troops of Doom»       | Schizophrenia/Dead Embryonic Cells | 3:17         |
| 2.                  | «Beneath the Remains»  | Beneath the Remains                | 5:11         |
| 3.                  | «Inner Self»           | Beneath the Remains                | 5:07         |
| 4.                  | «Arise»                | Arise                              | 3:17         |
| 5.                  | «Dead Embryonic Cells» | Arise                              | 4:52         |
| 6.                  | «Desperate Cry»        | Arise                              | 6:43         |
| 7.                  | «Refuse/Resist»        | Chaos A.D.                         | 3:19         |
| 8.                  | «Territory»            | Chaos A.D.                         | 4:47         |
| 9.                  | «Slave New World»      | Chaos A.D.                         | 2:55         |
| 10.                 | «Biotech is Godzilla»  | Chaos A.D.                         | 1:52         |
| 11.                 | «Roots Bloody Roots»   | Roots                              | 3:32         |
| 12.                 | «Attitude»             | Roots                              | 4:15         |
| 13.                 | «Ratamahatta»          | Roots                              | 4:30         |
| Общая длительность: | Общая длительность:    | Общая длительность:                | 53:37        |

## Участники записи
Sepultura
- Макс Кавалера — вокал и ритм-гитара; бас-гитара в альбомах Schizophrenia, Beneath the Remains, Arise и Chaos A.D.[2]
- Андреас Киссер — соло-гитара; бас-гитара в альбомах Schizophrenia, Beneath the Remains, Arise и Chaos A.D.
- Пауло Пинто — бас-гитара в альбоме Roots
- Игор Кавалера — барабаны